# Hamilton Inlet

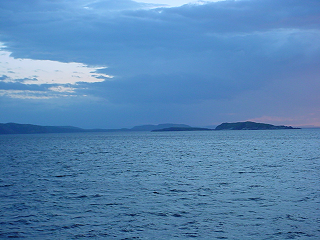
Hamilton Inlet, vue du traversier qui relie Cartwright et Happy Valley-Goose Bay.

Hamilton Inlet est un estuaire sur la côte du Labrador, dans la province canadienne de Terre-Neuve-et-Labrador. Avec le lac Melville, il forme le plus vaste estuaire de la province, qui s'étend sur 250 km entre Happy Valley-Goose Bay et la mer du Labrador. Quatre grands cours d'eau, dont le fleuve Churchill et les rivières Naskaupi, Kenamu et Goose, alimentent Hamilton Inlet. 
Le lac Melville, qui est considéré comme un prolongement de Hamilton Inlet, s'étend à l'ouest d'un détroit de 2 km, à la hauteur du village de Rigolet. Un service de traversier circule sur Hamilton Inlet, reliant les communautés de Happy Valley-Goose Bay, de Cartwright, sur la côte du Labrador, et la ville de Lewisporte, sur l'île de Terre-Neuve.